# Falkner
Falkner és una població dels Estats Units a l'estat de Mississipi. Segons el cens del 2000 tenia 212 habitants.

## Demografia
Segons el cens del 2000, Falkner tenia 213 habitants, 85 habitatges, i 62 famílies. La densitat de població era de 77,2 habitants per km².
Dels 85 habitatges en un 31,8% hi vivien nens de menys de 18 anys, en un 61,2% hi vivien parelles casades, en un 9,4% dones solteres, i en un 25,9% no eren unitats familiars. En el 23,5% dels habitatges hi vivien persones soles l'11,8% de les quals corresponia a persones de 65 anys o més que vivien soles. El nombre mitjà de persones vivint en cada habitatge era de 2,47 i el nombre mitjà de persones que vivien en cada família era de 2,92.
Per edats la població es repartia de la següent manera: un 22,6% tenia menys de 18 anys, un 9,9% entre 18 i 24, un 23,1% entre 25 i 44, un 25% de 45 a 60 i un 19,3% 65 anys o més.
L'edat mediana era de 42 anys. Per cada 100 dones de 18 o més anys hi havia 105 homes.
La renda mediana per habitatge era de 28.750 $ i la renda mediana per família de 38.036 $. Els homes tenien una renda mediana de 25.000 $ mentre que les dones 19.167 $. La renda per capita de la població era de 16.946 $. Entorn del 6,3% de les famílies i el 10,8% de la població estaven per davall del llindar de pobresa.

## Poblacions més properes
El següent diagrama mostra les poblacions més properes.